# コマゼミ
コマゼミ（Meimuna mongolica）はツクツクボウシ属に属するセミである。身体の色は濃い灰色で、 緑色の模様がある。体には白い粉が覆われており、腹の先には白い模様がある。雌は長い産卵管がある。「スルラムー！スルラムー！」という声で鳴き、真夏には高い枝に座って鳴く。主に7月下旬 - 8月下旬頃に現れる。幼虫の抜け殻は蝉退に用いられる。朝鮮語では普通スルンメミ（쓰름매미）またはスルラミ（쓰르라미）と呼ぶ。

## ツクツクボウシとの違い
ツクツクボウシ属のコマゼミはツクツクボウシの形に似ているが、体の模様と鳴き声ではっきりとした違いがある。複雑な鳴き声を持つツクツクボウシとは違って、コマゼミは「スルラムー！スルラムー！」と単調に鳴く。
コマゼミの鳴き声は日本産のオオシマゼミと似ているが、テンポとメロディーに差がある。